# Neocentrobiella danzhouensis
Neocentrobiella danzhouensis is een vliesvleugelig insect uit de familie Trichogrammatidae. De wetenschappelijke naam is voor het eerst geldig gepubliceerd in 2008 door Tian & Lin.